# Wes Brown (Fußballspieler)
Wesley „Wes“ Michael Brown (* 13. Oktober 1979 in Manchester) ist ein ehemaliger englischer Fußballspieler, der als rechter Außenverteidiger sowie in der Innenverteidigung eingesetzt wurde.

## Sportlicher Werdegang
Brown zeigte sich früh in der Burnage High School in Manchester als talentierter Fußballer, spielte für die Jugendmannschaft Fletcher Moss Rangers und war neben seiner Ausbildung in der Akademie von Manchester United Teil der FA School of Excellence in Lilleshall. Im Alter von 17 Jahren unterzeichnete er am 4. November 1996 bei den „Red Devils“ seinen ersten Profivertrag. Sowohl in der Reserve- als auch in der Jugendmannschaft führte Brown seinen Aufstieg weiter und er gewann als erst zweiter Spieler nach Ryan Giggs zwei Mal die vereinsinterne Wahl zum besten Jungtalent des Jahres.
Am 4. Mai 1998 debütierte er als Einwechselspieler in der Premier League gegen Leeds United. Regelmäßig zum Einsatz kam er in der anschließenden Spielzeit 1998/99, wenngleich er häufiger die rechte Außenverteidiger- anstelle seiner angestammten Innenverteidigerposition bekleidete. Gleich in dem ersten Jahr als vollständiges Mitglieder der Mannschaft gewann er mit „United“ das Triple aus Champions League, englischer Meisterschaft und FA Cup – eine Finalteilnahme war ihm trotz vorheriger Einsätze gegen den FC Bayern München, dem FC Barcelona sowie dem FC Chelsea in beiden Fällen aber noch nicht vergönnt. Nach einer Reihe von Verletzungen, die ihn die gesamte Spielzeit 1999/2000 pausieren ließ, kehrte er erfolgreich in das Team zurück, das 2001 einen weiteren Premier-League-Titel einfuhr – Trainer Alex Ferguson adelte Brown anschließend als den talentiertesten Verteidiger in den Reihen seines Klubs.
Nach einer titellosen Saison 2001/02 gelang ihm 2003 der Gewinn seines dritten Meistertitels, den er jedoch am letzten Spieltag mit einer schweren Bänderverletzung im Knie „bezahlte“. Dadurch verpasste er die erste Hälfte der Spielrunde 2003/04, knüpfte anschließend aber wieder an seine alte Form an und errang zum zweiten Mal in seiner Laufbahn den FA Cup. Zuvor hatte er im Halbfinale gegen den FC Arsenal derart überzeugt, dass er als bester Spieler („Man of the Match“) ausgezeichnet worden war.
An der Seite von Rio Ferdinand erarbeitete sich Brown in der Saison 2005/06 zunehmend den Stammplatz an in der Innenverteidigung, den ihm der serbische Nationalspieler Nemanja Vidić nach dessen Ankunft im Jahr darauf wieder zunehmend streitig machte. Brown kam sporadisch zum Zuge und gewann 2007 seine mittlerweile vierte englische Meisterschaft. Am 23. März 2008 gelang ihm beim 3:0-Sieg gegen den FC Liverpool sein erstes Tor nach fast drei Jahren ohne Treffer und nachdem er im Dezember 2007 noch eine Vertragsverlängerung abgelehnt hatte, unterzeichnete er im April 2008 einen neuen Kontrakt über fünf Jahre und war damit in Gesellschaft von Rio Ferdinand und dem defensiven Mittelfeldspieler Michael Carrick. Neben dem fünften Meistertitel war im Jahr 2008 die Champions-League-Trophäe der größte Erfolg in Browns Karriere und nach der ersten verpassten Gelegenheit neun Jahre zuvor absolvierte er nun knapp 120 Minuten im Finale gegen den FC Chelsea – kurz vor dem letztlich siegreichen Elfmeterschießen wurde er für den besseren Schützen Anderson ausgetauscht.
Trotz dieser Titelansammlung blieb auch in der Folgezeit das Verletzungspech stetiger Begleiter seiner Karriere. Mit Rafael und Gary Neville konkurrierte er zunächst um den rechten Außenverteidigerposten, bis ihn eine Knöchelverletzung in der Partie gegen den FC Everton am 25. Oktober 2008 nur noch zu drei Rückrundeneinsätzen kommen ließ.
Zur Saison 2011/12 wechselte Brown zusammen mit seinem Teamkollegen John O’Shea zum AFC Sunderland, wo er bis 2016 blieb. Danach spielte er eine Saison lang für die Blackburn Rovers und im Anschluss für den Kerala Blasters FC, wo er seine Karriere schließlich 2018 beendete.

## Englische Nationalmannschaft
Brown absolvierte am 28. April 1999 gegen Ungarn sein erstes Länderspiel für die englische A-Nationalmannschaft und war drei Jahre später Teil des Kaders für die WM 2002 in Japan und Südkorea. Vier Jahre später war er zwar im Vorfeld des anschließenden WM-Turniers in Deutschland erneut im erweiterten Kreis der „Three Lions“, blieb dann bei der Nominierung durch Sven-Göran Eriksson außen vor.
Erst unter dem neuen Trainer Steve McClaren fand er erneut Berücksichtigung, wobei er im EM-Qualifikationsspiel gegen Andorra (5:0) an Stelle seines verletzten Mannschaftskameraden Rio Ferdinand mit John Terry die Innenverteidigung bildete. Nach der verpassten Qualifikation für die Euro 2008 berief ihn auch Fabio Capello ins Team; er absolvierte dessen beiden ersten Partien im Frühjahr 2008 gegen die Schweiz und Frankreich. Auch nach der schweren Knöchelverletzung im Oktober 2008 blieb Brown in Capellos Sichtfeld und im November 2009 stand er gegen Brasilien (0:1) wieder in der englischen Elf.
Im Anschluss an die WM 2010 in Südafrika, für die Brown nicht berücksichtigt wurde, verkündete er im August 2010 seinen Rücktritt.

## Erfolge
- Premier League: 1999, 2001, 2003, 2007, 2008
- FA Cup: 1999, 2004
- FA Community Shield: 2001, 2007, 2008
- Champions League: 1999, 2008
- Ligapokal: 2006, 2010